# إيفو الفريدو
إيفو الفريدو مواليد 29 مايو 1968 في أنغولا، هو لاعب كرة سلة أنغولي معتزل. لعب في الدوري الأنغولي لكرة السلة كلاعب وسط. حقق المركز الأول في بطولة أمم أفريقيا لكرة السلة 1992. اعتزل اللعب في 2000.

## الميداليات
| الميدالية | المسابقة                          |
| --------- | --------------------------------- |
| ذهبية     | بطولة أمم أفريقيا لكرة السلة 1992 |

## روابط خارجية
- إيفو الفريدو على موقع الاتحاد الدولي لكرة السلة (الإنجليزية)
- إيفو الفريدو على موقع ريلجم (الإنجليزية)